# Вашингтон (гора, Нью-Гэмпшир)
Гора Вашингтон — самая высокая гора в северо-восточном регионе США высотой 1917 метров. Гора известна опасно переменчивой погодой и долгое время удерживала рекорд по максимальной скорости ветра, измеренного на земной поверхности — 103,3 м/с (372 км/ч) по результатам измерения 12 апреля 1934 года. До прибытия европейских поселенцев гора была известна как Агиокочук (Agiocochook, в переводе с языка абенаки — «дом Великого Духа»).
Гора входит в Президентский хребет Белых гор в округе Коос штата Нью-Гэмпшир. Это третья по высоте точка восточного побережья США (после горы Митчелл, штат Северная Каролина — 2 037 метров, и горы Клингменс-Дом, штат Теннесси — 2 025 метров), и наивысшая гора на восточном побережье США по относительной высоте.
Гора находится на территории Национального леса «Белые горы» (англ. White Mountain National Forest), площадь в 59 акров (0,24 км²). При этом, сама вершина горы считается парком штата (англ. Mount Washington State Park).

## История

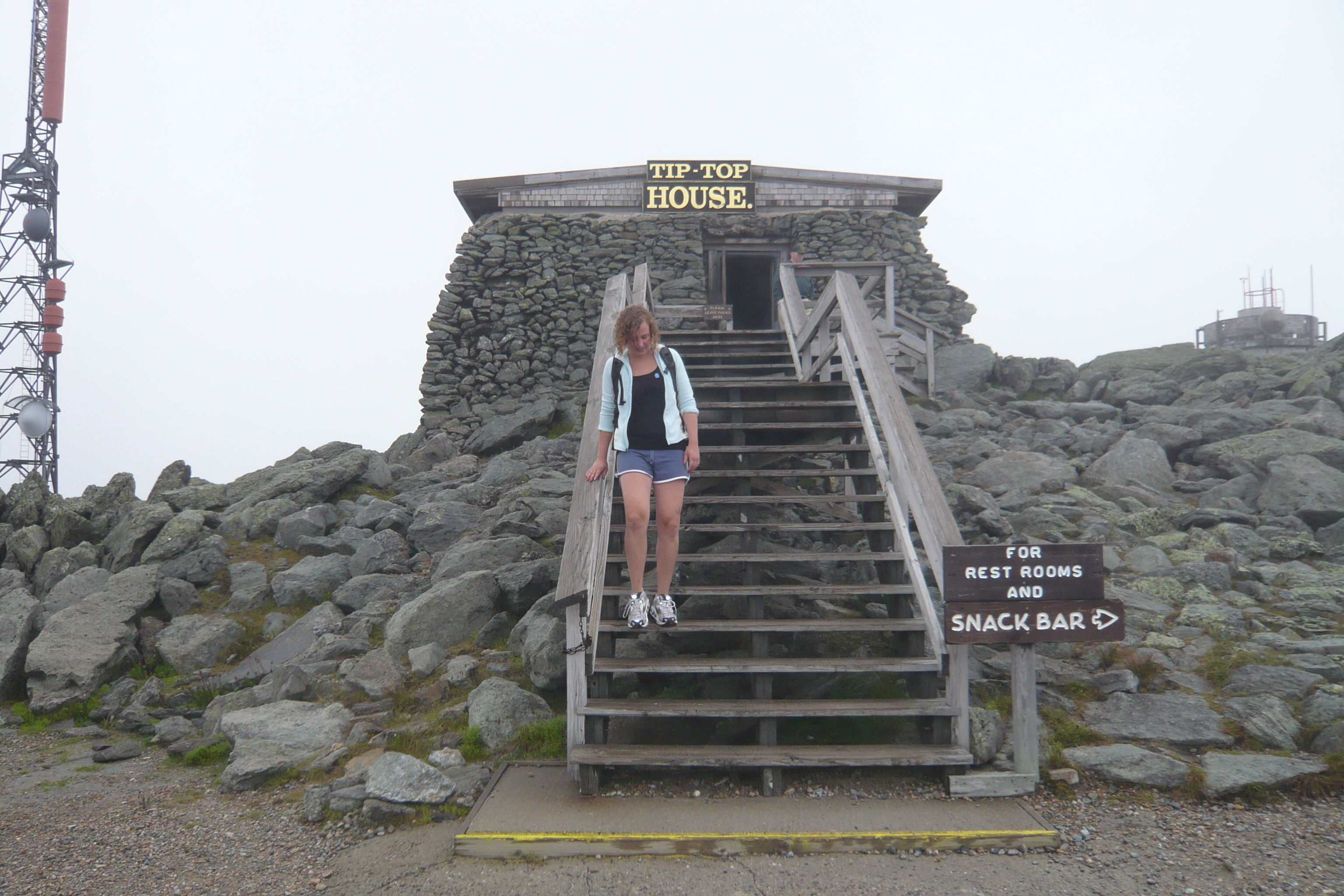

Дерби Филд (англ. Darby Field) — первый европейский поселенец, совершивший восхождение на гору в 1642 году.

## Погода

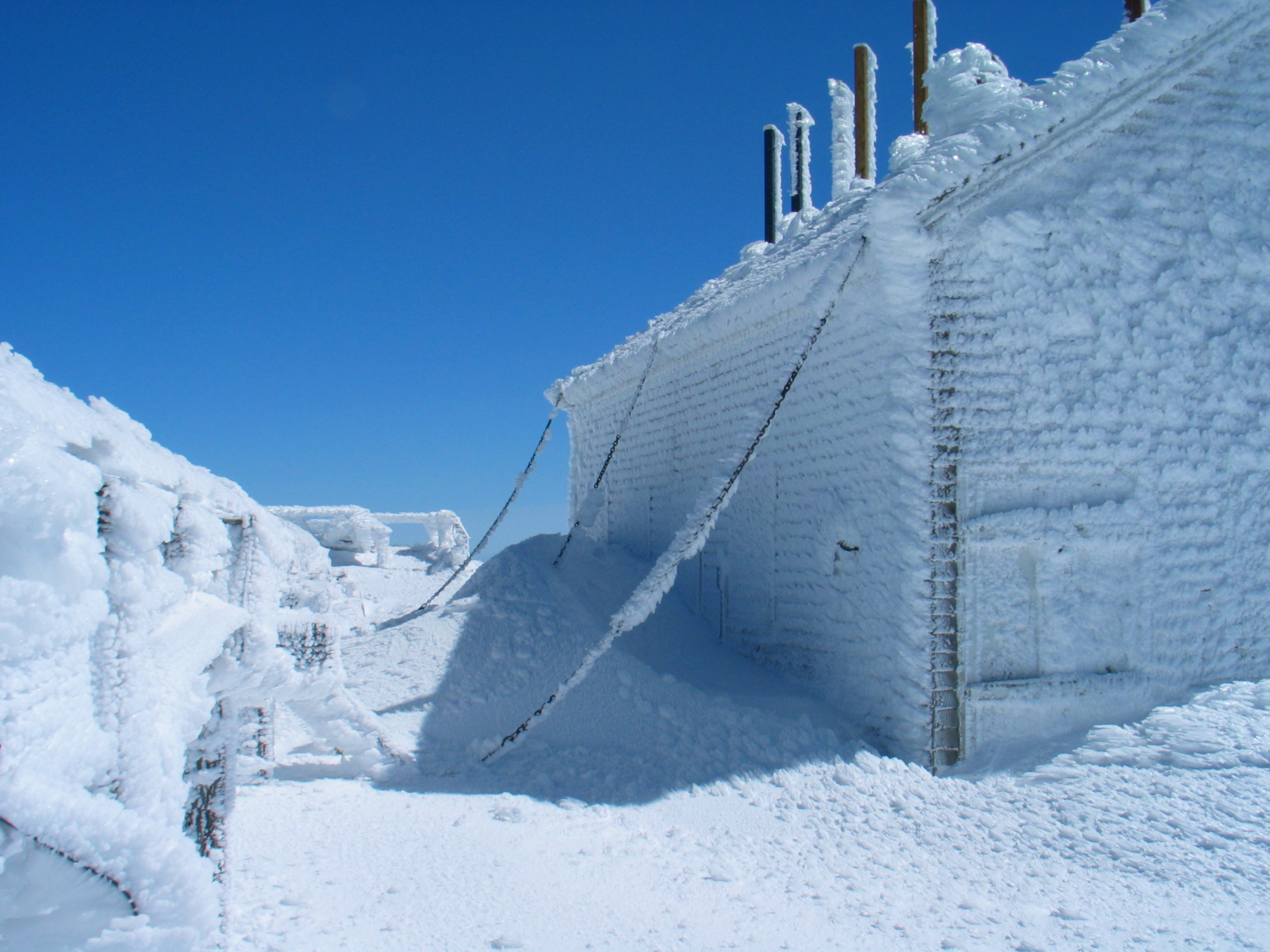

Гора Вашингтон известна изменчивой погодой, в частности, пересечения направлений ветров, в основном из Атлантического океана, южно-восточного и северо-западного побережий США. Крутизна Президентского хребта, вместе с его ориентацией с севера на юг, делают систему значительным препятствием для западных ветров. В период с ноября по апрель сильные ветры, в среднем, продолжаются до 16-ти часов в сутки.
Горе Вашингтон до 1996 года принадлежал мировой рекорд скорости ветра, измеренного на земной поверхности — 103,3 м/с (372 км/ч) по результатам измерения 12 апреля 1934 года. Скорость ветра в таких явлениях как торнадо или ураган измеряются с помощью спутников или радаров не на земной поверхности, поэтому не могут быть сравнены, хотя при аккуратном измерении можно узнать скорость торнадо у земли (наибольшая зарегистрированная скорость ветра в торнадо составляет приблизительно 133,3 м/с (480 км/ч) — торнадо F5 в штате Оклахома, однако это измерение было сделано приблизительно в 30 метрах над поверхностью земли).
Первые регулярные метеонаблюдения на горе Вашингтон проводились Службой оповещения США (U.S. Signal Service), предшественником Национальной службы погоды США (англ. National Weather Service), в период с 1870 по 1892 года. Метеостанция на горе Вашингтон была в своём роде первой такой станцией, примеру размещения которой последовали многие страны. На протяжении многих лет предполагалось, что минимальная температура составляла −43,9 °C, зарегистрированная 29 января 1934 года. При исследовании данных 1800 годов Национального центра климата (National Climatic Data Center), расположенного в Ашвилле, штат Северная Каролина, был обнаружен новый рекорд, составляющий −45,6 °C и зарегистрированный 22 января 1885 года. Однако, есть рукописное свидетельство говорящее о том, что «неофициальный» рекорд мог быть установлен 5 января 1871 года и составлять −50,5 °C.
16 января 2004 года метеостанция на вершине зарегистрировала температуру −42 °C и скорость ветра 39,1 м/с (140,8 км/ч). Такие условия дают жёсткость погоды равную −75 °C. 71 час подряд (начиная примерно с 15 часов 13 января до 14 часов 16 января 2004 года жёсткость погоды на вершине не превышала −46 °C. Снежные бури на вершине — обычное явление в каждом месяце года, а средний слой выпадающего снега — 645 см в год.
Основные постройки на вершине разработаны так, чтобы выдерживать скорость ветра в 133,3 м/с (480 км/ч); остальные объекты, образно говоря, прикованы к горе. В дополнение к нескольким передатчикам, на вершине горы расположена метеообсерватория, регистрирующая и передающая погоду, ровно как и другие измерения субарктического климата на горе. Экстремальные природные условия на вершине горы делают практически невозможным использование оборудования без обслуживания людьми. Обсерватория также проводит научные исследования, например, испытания новых метеоприборов. Здание обсерватории зимой закрывается для посетителей, и путешественники не впускаются внутрь за исключением критических ситуаций или заранее организованных туров.
Метеобсерватория начала функционирование на вершине в 1932 году благодаря группе энтузиастов, осознавших ценность такого расположения. Данные, полученные станцией, с тех пор собираются и представляют значительный научный интерес. Данные о температуре и влажности регистрируются при помощи психрометра, состоящего из двух ртутных термометров. Такой подход позволяет сохранить точность и согласованность измерений, которые могли бы быть потеряны при простом переходе на новое оборудование.
Обсерватория использует девиз «Место с наихудшей погодой в мире» (Home of the World’s Worst Weather) — довольно сомнительное утверждение, появившееся в результате заметки Чарлеза Брукса (Charles Brooks) в 1940 году с заголовком «Самая плохая погода в мире» (The Worst Weather In the World, даже несмотря на то, что эта статья утверждала, что на горе Вашингтон погода не самая худшая).

## Передатчики
Эдвин Эйч Армстронг (англ. Edwin H. Armstrong) в 1937 году установил FM-передатчик на вершине горы Вашингтон. Станция прекратила вещание в 1948 году из-за высокой стоимости обслуживания. В 1954 году был установлен телевизионный передатчик. В настоящее время он установлен на дополнительно закреплённой тросами вышке.

## Использование

### Зубчатая железная дорога

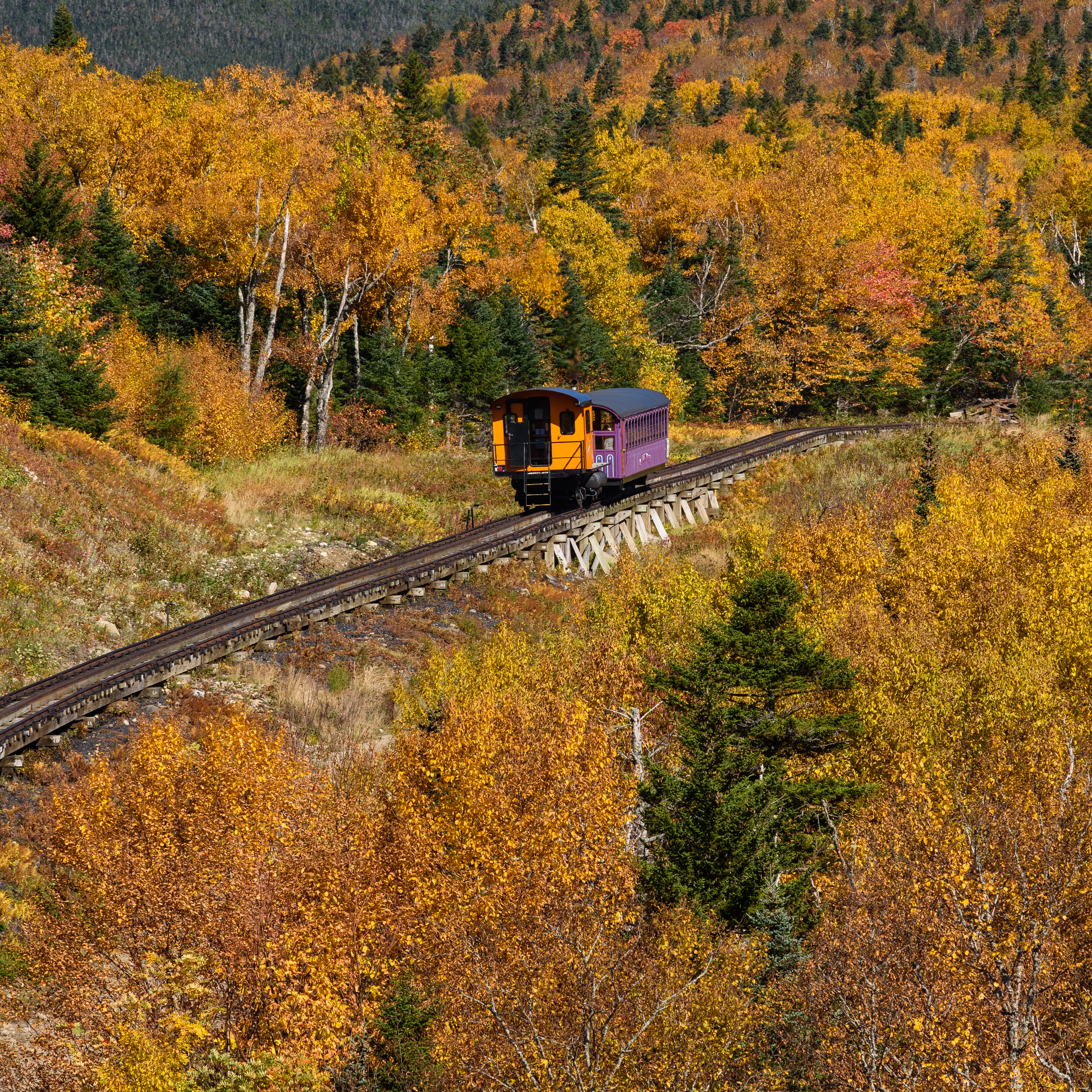
Поезд поднимается по Mount Washington Cog Railway на гору Вашингтон

Начиная с 1869 года зубчатая железная дорога доставляет туристов на вершину горы Вашингтон. Такая историческая поездка достаточно популярна среди любителей железной дороги.

### Спортивные соревнования
В июне каждого года на горе проходит эстафета (англ. Mount Washington Road Race), которая привлекает сотни бегунов. В июле и августе на горе проходят заезды на велосипедах — Newton’s Revenge и Mount Washington Auto Road Bicycle Hillclimb. Оба маршрута проходят по автомобильной дороге на вершину. Наиболее известным победителем таких эстафет на сегодняшний день является участник Тур-де-Франс Тейлер Хемильтон (англ. Tyler Hamilton).
7 августа 1932 года Реймонд И. Уилч (англ. Raymond E. Welch) стал первым одноногим человеком, забравшимся на гору Вашингтон во время официального соревнования, проводившихся для одноногих людей.
С 1904 по 1961 гг. на автодороге на вершину регулярно проводились соревнования по подъёму на гору — старейшие в Северной Америке — под названием Подъём к облакам («Climb to the clouds»). Трасса длиной 11,9 км и уклоном 11,8 % (1419 м перепада) начиналась от Глен Хаус (489 м над уровнем моря) и заканчивалась на самой вершине (1908 м). В 1990 г. соревнования были возрождены, хотя проводятся не ежегодно. Самая первая попытка была сделана в 1899 году, когда Ф. Е. Стэнли на своем Локомобиле проделал всю дорогу за 2 часа 10 мин, а в 1904 г. Хиггинс на Даймлере 60НР затратил на это 24 минуты 37 секунд. Нынешний обладатель рекорда — 5 минут 44,72 секунд — Трэвис Пастрана установил его в 2017 г. на автомобиле Subaru Impreza WRX STI.
Ещё одно событие, хотя и не является спортивным соревнованием, — ежегодный съезд MINI на вершину. Такие съезды начинались с 73 машин, а в настоящее время количество машин больше двухсот. Съезд MINI проводится в субботу перед днём отцов. На горе Вашингтон также проводится двухдневный съезд автомобилей на альтернативных источниках энергии, который называется Mt. Washington Alternative Energy Days.

## В искусстве

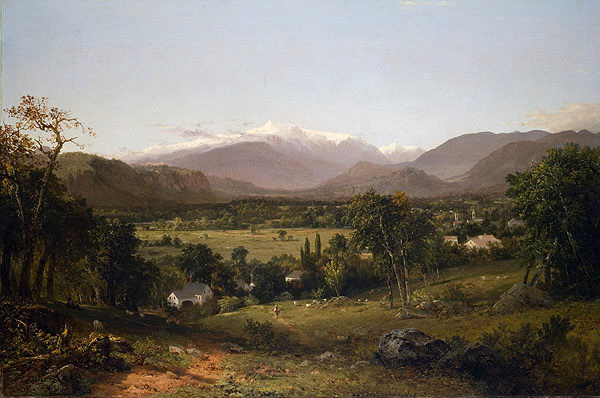

Гора Вашингтон стала предметом для изображения на полотнах, в том числе на нескольких известных произведениях, датированных временами Франко-английских конфликтов в Северной Америке. В конце XVIII — начале XIX веков общество художников из Конвея в штате Нью-Гэмпшир изображало гору на множестве полотен, которые разошлись по всему миру, и наиболее известные находятся в Хэмптон-корте. Горе также посвящены музыкальные произведения, например, Symphony No. 64, Op. 422 (Agiochook), сочинённая в 1990-х годах американским композитором Аланом Хованессом, который в молодости взбирался на гору.